# Ladderaan
Een ladderaan is een polycyclische organische verbinding met als algemene brutoformule C2n+2H2n+6, die bestaat uit een lineaire aaneenschakeling van minstens 2 cyclobutaan-eenheden. De naam is een porte-manteau van ladder en alkaan, gezien de structuur het uitzicht heeft van een ladder en de bindingen allemaal enkelvoudig zijn, zoals bij alkanen. Ladderanen kunnen, zoals andere cyclische verbindingen, gevormd worden door reductie van een dubbele koolstof-koolstofbinding. Hierbij ontstaat een enkelvoudige binding en een vrije binding waarmee de ring gesloten kan worden. De ruimtelijke structuur is echter niet vlak, zoals gesuggereerd wordt door de structuurformule, maar neemt een zaagtand-conformatie aan. Dit gebeurt voornamelijk om de ringspanning in de gefuseerde ringen te verlagen.

## Eigenschappen en natuurlijk voorkomen

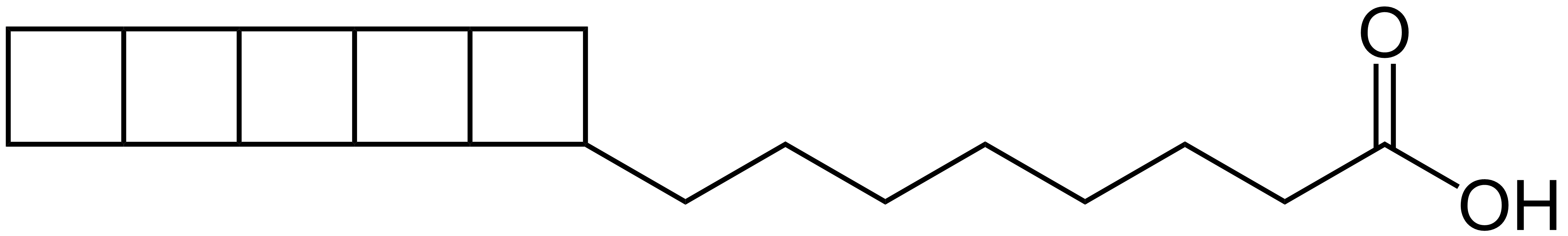
Structuurformule van pentacycloanammoxzuur

Door de grote afbuiging van de bindende atoomorbitalen, veroorzaakt door de kleine bindingshoeken, bezitten ladderanen een grote ringspanning. Daarmee zijn het vrij reactieve verbindingen, ondanks het feit dat ze zelfs in levende organismen worden teruggevonden, waaronder in bacteriële vetten. Een voorbeeld van een verbinding waarin een ladderaan geïncorporeerd zit, is pentacycloanammoxzuur. Deze structuur bestaat uit 5 gefuseerde cyclobutaanringen, waaraan een verzadigde vetzuurketen hangt. Het wordt teruggevonden bij bacteriën waarin het anammoxproces plaatsvindt. De anammoxosomen, de organellen waar dit proces plaatsgrijpt, zijn omgeven zijn door een membraan van ladderanen. Deze ladderanen beschermen de bacterie tegen het toxische hydrazine, afkomstig van de productie van stikstofgas en water uit nitrieten en ammoniak.